# Nørresundbygrenen
De Nørresundbygrenen (Nederlands: Nørresundby-snelwegtak) is een korte autosnelweg in Denemarken, die Nørresundby, in het noorden van Aalborg verbindt met de Limfjordtunnel. Bij Knooppunt Nørresundby Centrum heeft de Ådalsmotorvejen een aansluiting op de Nordjyske Motorvej richting Aarhus.
De Nørresundbygrenen is administratief genummerd als M77. Dit nummer wordt echter niet op de bewegwijzering weergegeven.